# Le Sauveur d'Halloween
Série
Le Sauveur de Noël 2
(2010) Le Chien de Noël, la famille s'agrandit
(2012)
Pour plus de détails, voir Fiche technique et Distribution.
Le Sauveur d'Halloween ou Le Chien d'Halloween (The Dog Who Saved Halloween) est un téléfilm américain réalisé par Peter Sullivan, diffusé en 2011. Ce film fait partie d'une série de téléfilms centrée autour des aventures de Zeus, qui a débuté en 2009 avec Le Sauveur de Noël.

## Synopsis
Les Bannister et leur chien, le labrador Zeus, ont emménagé dans une nouvelle maison juste à temps pour y fêter Halloween. Tout semble aller pour le mieux jusqu'à ce qu'ils constatent que des sons et des lumières étranges proviennent de la maison de leur voisin, le professeur Eli Cole. George décide d'aller voir de plus près ce qu'il s'y passe, secondé dans son enquête par un improbable duo formé par Ted et Stewey, tout juste sortis de prison.

## Fiche technique
- Titre Le Sauveur d'Halloween
- Titre original : The Dog Who Saved Halloween
- Réalisation : Peter Sullivan
- Scénario : Jeffrey Schenck, Peter Sullivan, Michael Ciminera et Richard Gnolfo
- Photographie : Hank Baumert Jr.
- Musique : Andres Boulton et Chad Rehmann
- Costume : Liz M. Schroeder
- Durée : 84 min (1h25)
- Pays d'origine :  États-Unis

## Distribution
- Gary Valentine : George Bannister
- Dean Cain : Ted Stein
- Elisa Donovan : Belinda Bannister
- Lance Henriksen : Eli Cole
- Joey Lawrence : Zeus (voix)
- Mayim Biaik : Medusa (voix)
- Joey Diaz : Stewey McMan
- Curtis Armstrong : Max
- Kayley Stallings : Kara Bannister
- Brennan Bailey : Ben Bannister
- Kristen Miller : Monique
- Mindy Sterling : La grand-mère
- Ariana Nicole George : Shelley l'arraignée (voix)

## Distinctions[1]
| Année | Récompenses                     | Catégorie                        | Nomination     | Résultat   |
| ----- | ------------------------------- | -------------------------------- | -------------- | ---------- |
| 2012  | TV Movie, Miniseries or Special | Récompense du plus jeune artiste | Brennan Bailey | Nomination |